# 거세포성동맥염
거세포성동맥염(巨細胞性動脈炎, giant-cell arteritis, GCA) 또는 측두동맥염(側頭動脈炎, temporal arteritis)은 머리에 크기가 크거나 중간 크기의 동맥, 특히 여러 외경동맥의 갈래를 수반하는 혈관의 염증성 질환이다. 가장 심각한 합병증은 안동맥의 폐색이다. 조속히 치료를 받지 않을 경우 회복 불가능한 허혈 및 시각 장애를 일으킬 수 있는 응급 위기를 초래할 수 있다. 거세포성동맥염은 당질 코르티코이드(스테로이드)로 치료되며 염증을 줄이고 혈관 폐쇄를 예방한다. 그 밖의 다른 약물은 당질 코르티코이드에 비해 효력이 없다.
거세포성동맥염은 혈관염의 일종이다. 대형 동맥을 지탱하는 소혈관망의 염증을 일으키는 것이 보통이다.

## 증상
이 질환과 관련하여 남성 대 여성 비는 2:1이며 북유럽 조상에게서 더 흔히 발생한다. 발병 평균 나이는 55세를 초과하며 55세 미만에 발생할 확률은 극히 낮다.
- 쇳소리
- 발열
- 두통[3]
- 민감한 두피
- 파행성 턱 (씹을 때 턱에 통증이 옴)
- 혀 파행 (씹을 때 혀에 통증이 옴) 및 괴사[4][5]
- 시력 저하 (흐릿한 시야)
- 급성 시각 장애
- 다시증
- 급성 이명 (귀울림)
- 류마티스성 다발근통 (50%에 해당)[6]